# 正善寺ダム
正善寺ダム（しょうぜんじダム）は、新潟県上越市正善寺、関川水系正善寺川に建設されたダム。高さ47メートルの重力式コンクリートダムで、洪水調節・不特定利水・上水道を目的とする、新潟県営の多目的ダムである。ダム湖（人造湖）の名は正善寺湖（しょうぜんじこ）という。

## 歴史
新潟県の西部に位置する上越地方では、古くから水道水源として主に地下水を利用していた。将来の人口増加を考慮すると水不足に陥ることが明らかになり、新たな水源を確保するため大規模なダム建設を計画。1970年代より正善寺ダムと柿崎川ダムについて事業が進められた。
1971年（昭和46年）に予備調査を開始。建設予定地周辺の地滑り対策工事を施したのち1980年（昭和55年）にダム本体工事に着工。1981年（昭和56年）5月に正善寺川の水利権を得て、10月より試験湛水を開始。1984年（昭和59年）12月に竣工式を迎えた。1985年（昭和60年）には第1浄水場が運用を開始し、正善寺ダム湖の水が上水道用水として利用され始めた。
同時期に柿崎川ダムも事業が進められ、1973年（昭和48年）4月より予備調査を開始し1989年（平成元年）12月に着工、2003年（平成15年）10月22日に竣工式を迎えている。

## 周辺
正善寺ダムは海岸線付近の山あいを流れる正善寺川に建設された。上信越自動車道 上越高田インターチェンジより新潟県道63号上越新井線を海岸に向かって進み、「飯」交差点を左折、新潟県道200号上正善寺高田線を正善寺方面に向かって進む。あるいは国道8号 直江津バイパス「加賀」交差点より県道63号を南下。道は正善寺ダムの右岸に出る。ダム周辺には駐車場が整備されダム堤頂も歩道として開放されている。高台にはダム諸元表や周辺の案内地図を設置し、ここからダム湖を一望できる。
正善寺ダム周辺の道路には5,000株ものアジサイが植えられており、毎年6月下旬から7月中旬に見ごろを迎える。正善寺ダムから下流の集落までの区間は通称アジサイロードと呼ばれ、その保全は地元有志らによって結成された上正善寺紫陽花会が行っている。2001年（平成13年）からは夜間のライトアップを実施し、多くの観光客を引き寄せている。
上越市大字岩木には、上越市ガス水道局の正善寺浄水場がある。2.59ヘクタールの敷地に1日あたり4万トンの水を浄水処理できる設備を備えている。正善寺ダムの水は導水管を通じてここまで送水され、上越市や妙高市方面に上水道水を供給している。柿崎川ダム湖より取水し供給している柿崎川浄水場とあわせ、上越地方の重要な給水設備である。

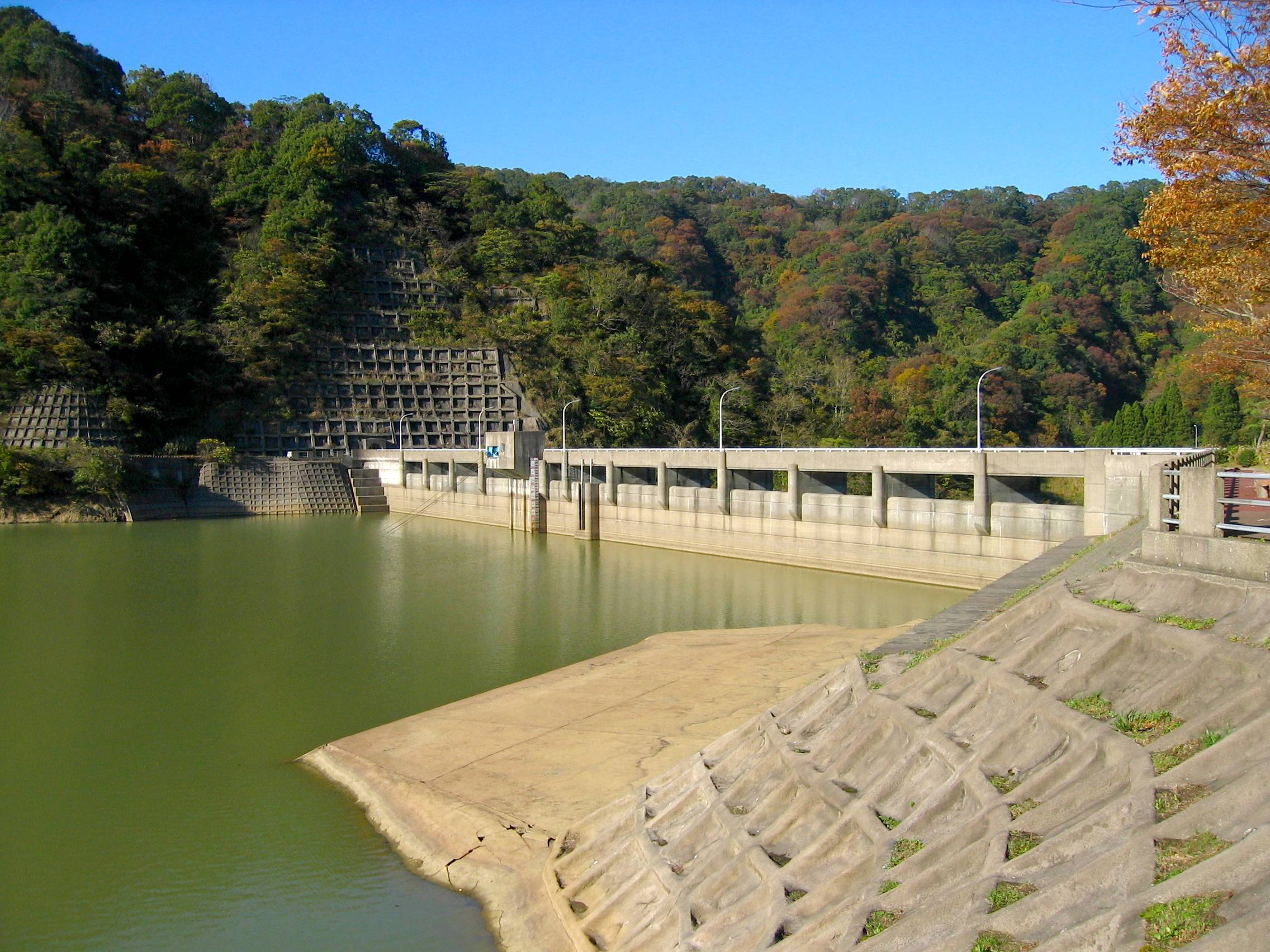
正善寺湖
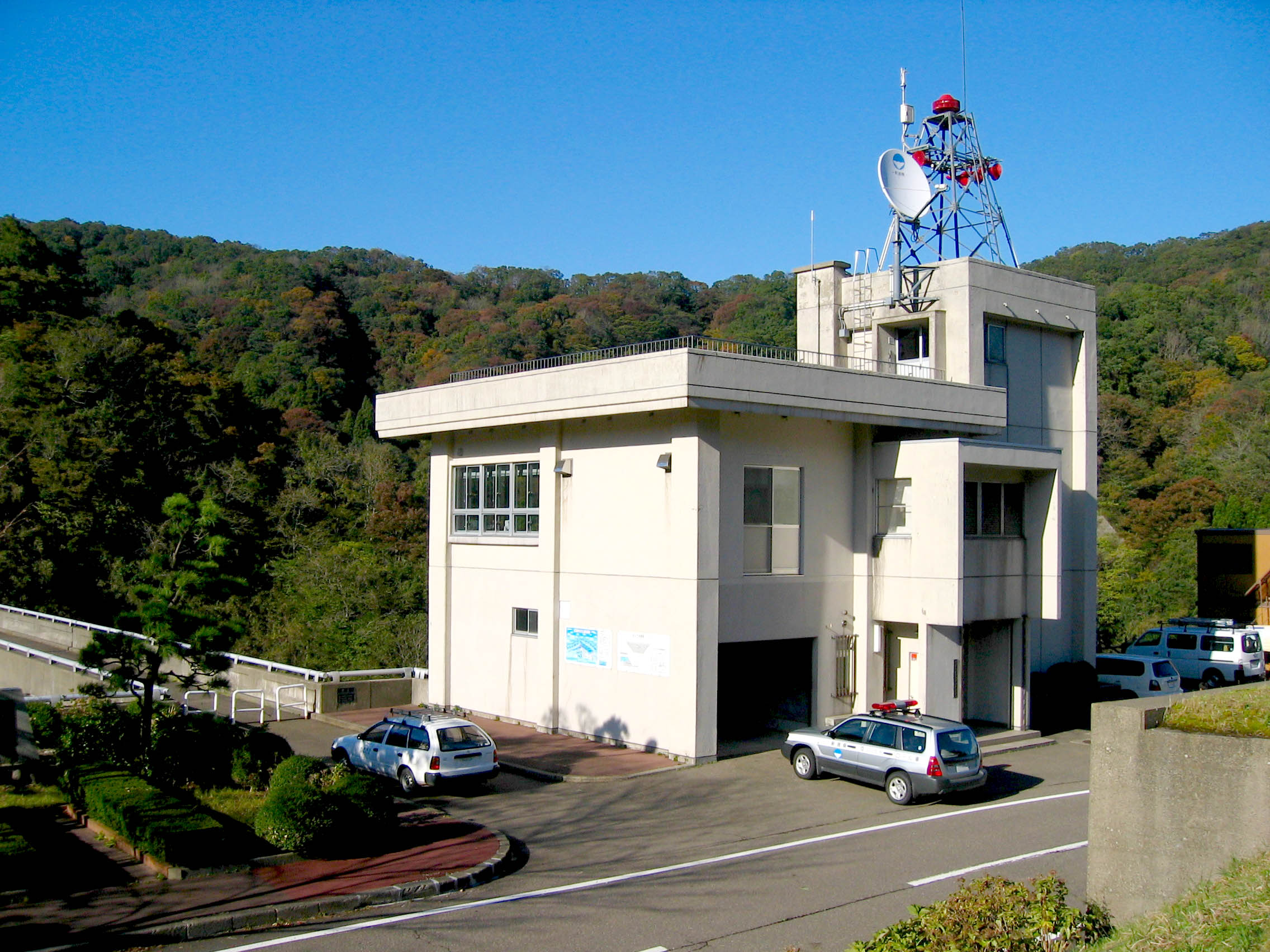
ダム管理事務所